# Lina Maftei
Lina Maftei (ur. 7 maja 1987) – mołdawska lekkoatletka specjalizująca się w skoku o tyczce.

## Osiągnięcia
- reprezentantka Mołdawii w zawodach Pucharu Europy i drużynowych mistrzostw Europy (także w skoku wzwyż)

## Rekordy życiowe
- skok o tyczce – 3,45 (2009) były rekord Mołdawii
- skok o tyczce – 3,30 (2009) były rekord Mołdawii